# Kajifu II
Kajifu II (ou Kajifu No-Olle, Kajifa II) est une localité du Cameroun située dans le département du Manyu et la Région du Sud-Ouest, à proximité de la frontière avec le Nigeria. Elle fait partie de la commune d'Akwaya et du canton de Mbolu.

## Population
La localité comptait 259 habitants en 1953, 227 en 1967, des Boki du clan Ebambu.
Lors du recensement de 2005, on y a dénombré 1 719 personnes.